# BlueStacks App Player
Creata dall'azienda americana BlueStacks Systems Inc. nel 2011, BlueStacks App Player è una piattaforma per giochi che permette l'emulazione di applicazioni android per i sistemi operativi MacOS e Windows a partire dalla versione 7. Le caratteristiche principali sono l'ambiente completamente personalizzabile, il supporto per molteplici configurazioni di sistema operativo e l'integrazione con Google Play.

## Storia
La società è stata annunciata il 26 maggio 2011, alla conferenza Citrix Synergy a San Francisco. Il CEO di Citrix Mark Templeton ha mostrato una prima versione di BlueStacks sul palco e ha annunciato che le società avevano formato una partnership. La versione alpha pubblica di App Player è stata lanciata l'11 ottobre 2011. App Player è uscito dalla versione beta il 7 giugno 2014. Il 23 luglio 2014 Samsung ha annunciato di aver investito in BlueStacks. Ciò ha portato l'investimento esterno totale in BlueStacks a 26 milioni di dollari.
Il 7 aprile 2016 la società ha distribuito BlueStacks TV, che ha integrato Twitch.tv direttamente su BlueStacks.
L'applicazione è stata completamente ridisegnata a partire dalla versione 3.7, distribuita il 4 luglio 2017.
Il 19 gennaio 2018 è stato annunciato una nuova versione chiamata Bluestacks + N Beta, affermando di essere la prima e unica piattaforma di gioco Android ad essere basata su Android 7 (Android Nougat).
La nuova versione esce dalla versione beta il 28 aprile 2018 e viene rinominata in Bluestacks 3N.
Il 18 Settembre 2018 viene distribuita BlueStacks 4, portando una nuova interfaccia grafica e, secondo gli sviluppatori, è "fino a 8 volte più veloce di iPhone X e Samsung Galaxy S9". Tra le varie opportunità fornite da BlueStacks 4 vi è anche quella di guadagnare punti, i cosiddetti BlueStacks Point, per riscattare premi sul BlueStacks Store integrato nell'app stessa.
A partire dalla versione 4.40, distribuita il 10 gennaio 2019, supporta nativamente la possibilità di usare controller Xbox.
A maggio 2021, BlueStacks ha rilasciato BlueStacks 5, basato come l'ultima precedente su Android 7.1.2 ma anche Android 9 (Android Pie) o Android 11 (in beta inizialmente), a scelta dell'utente.